# 德勒傑什蒂鄉
46°53′58″N 22°07′57″E / 46.8995°N 22.1326°E
德勒傑什蒂鄉（羅馬尼亞語：Comuna Drăgești, Bihor），是羅馬尼亞的鄉份，位於該國西北部，由比霍爾縣負責管轄，面積53平方公里，海拔高度273米，2007年人口2,515，人口密度每平方公里48人。